# シクロアルカン

シクロプロパン

シクロアルカン (cycloalkane) とは、一般式 CnH2n （ただしn ≧ 3）であらわされる脂環式化合物の総称である。シクロアルカンは3つ以上の炭素間単結合で構成された単環化合物であり、環の大きさにより小員環 (n = 3, 4)、中員環 (n = 8—11)、大員環 (n ≧ 12) に分類される。環を2つ持つ飽和炭化水素を、ビシクロアルカン (bicycloalkane) と言う。ナフテン（naphthenes)と呼ばれることもあるが、ナフタレンとは異なる。その他の別称としてはシクラン (cyclane)、シクロパラフィン (cycloparaffin)、ポリメチレン (polymethylene) などが挙げられる。

## バイヤーの張力説
一般に小員環あるいは中員環シクロアルカンは相当する鎖式炭化水素と比べ異なる反応性を示し、それはシクロアルカンの立体化学（立体配座）に由来する。例えばシクロプロパンは容易に熱分解されプロペンCH3CH=CH2に環開裂する性質を示す。かつてはシクロアルカンは平面構造をとると考えられていたのでアドルフ・フォン・バイヤーは「張力説」 (strain theory) を提唱し（1895年）、sp3混成軌道の正四面体構造結合角と正多角形の結合角の差によって生じる歪が結合エネルギーを不安定化させると考えた。しかし実際はシクロプロパン以外のシクロアルカンは単一平面上にメチレン炭素が配置することがなく、その結果結合角は正四面体構造とさほど相違がないことが明らかになっている。すなわちバイヤーの張力説は必ずしも正しいものではなかったが、立体配座と内部エネルギーとの関係を明らかにする原動力となり、立体化学あるいは配座解析のさきがけとなった。

## 合成法
有機合成的には種々の方法でシクロアルカンあるいはその誘導体が合成されるが、3員環（シクロプロパン）は環の歪みが大きいため、一般的な環構築反応では構築できずシクロプロパンに固有な合成法によることが多い。また、中員環から大員環とサイズが大きくなるにつれて、反応分子の立体配座の自由度が大きくなることで、反応点同士が近づく機会が減少し、分子内ではなく複数の反応分子間での反応が協奏するようになる。したがって、一般には中員環から大員環の合成は高度希釈条件下で分子間反応を抑制する必要がある。
次に、シクロアルカンの一般合成法として、ジハロゲノアルカンとマロン酸エステルの環化反応の例を示す。
一般に、マロン酸エステルのエノラートを用いたアルキル化はモノアルキル体で停止させることは難しく、速やかに二段階目のアルキル化が進行する。環化反応で生成したシクロアルカンジカルボン酸エステルを加水分解すると、gem-ジカルボン酸は容易に脱炭酸反応するのでシクロアルカンカルボン酸が得られる。あるいはさらに脱炭酸してシクロアルカンへと導くこともできる。

## 主なシクロアルカン
- シクロプロパン
- シクロブタン
- シクロペンタン
- シクロヘキサン
- シクロヘプタン
- シクロオクタン